# Pioc salvatge kori
El pioc salvatge kori
(Ardeotis kori) és una espècie de gran ocell de la família dels otídids (Otididae) que habita praderies àrides al nord de l'Àfrica oriental, a Etiòpia, Somàlia, Uganda, Kenya i nord de Tanzània; i a l'Àfrica Meridional, al sud d'Angola, Namíbia, Botswana, Zimbàbue, sud de Moçambic i Sud-àfrica.